# Jevgenij Davydov
Jevgenij Vitaljevitj Davydov (ryska: Евгений Виталъевич Давыдов), född 27 maj 1967 i Tjeljabinsk, Sovjetunionen, är en rysk före detta professionell ishockeyspelare.
I Brynäs IF blev han känd för att bl.a. ha ett halvt galler istället för visir, på sin hockeyhjälm.